# オペル・アギーラ
アギーラ（Agila）とは、オペルが製造・販売していたトールワゴン型普通乗用車である。オペルだけではなく、イギリスでは同じGMグループのボクスホールブランドでも販売される。

## 初代 H00型（2000年 - 2007年）
2000年夏、製造開始。スズキ・ワゴンR+を基に、それぞれのブランド向けに変更点を加えている。製造はポーランドのオペルの工場で行われ、2007年まで販売された。ポーランド工場では、2004年までスズキのハンガリーの工場で製造されていたワゴンR+の生産も2005年から行われていた。

## 2代目 H08型（2007年 - 2014年）
2007年にフルモデルチェンジされ販売開始。開始から翌年、スズキはOEM供給を開始し、「スプラッシュ」という車名で発売された。ハンガリーのマジャールスズキ社で製造され、2014年まで販売が続けられた。2015年に登場したカールが実質的後継車種である。

## エンジン
エンジンは、オペル製の1.0L、および1.2Lガソリンエンジンを搭載している。これは、同じ欧州市場で販売されているワゴンRよりも小さい排気量である（欧州市場におけるワゴンR+の排気量は1.3L）。ディーゼルエンジンのラインナップも存在する。詳細は以下の通りである。
- 直列3気筒 1.0L 12V 58PS（ガソリンエンジン）
- 直列4気筒 1.2L 16V 75PS（ガソリンエンジン）
- 直列4気筒 1.3L 16V 70PS（ディーゼルエンジン）